# Elas Cantam Roberto Carlos
Elas Cantam Roberto Carlos é um álbum ao vivo, lançado em CD, DVD e Blu-ray em 15 de outubro de 2009, em que vinte cantoras brasileiras homenageiam os 50 anos de carreira do cantor e compositor Roberto Carlos.
Gravado no Theatro Municipal de São Paulo, em 26 de maio de 2009, o show reuniu as cantoras Ivete Sangalo, Sandy, Paula Toller, Wanderléa, Luiza Possi, Zizi Possi, Daniela Mercury, Nana Caymmi, Fafá de Belém, Fernanda Abreu, Mart'nália, Ana Carolina, Alcione, Rosemary, Marina Lima, Adriana Calcanhotto, Claudia Leitte, Celine Imbert, além da apresentadora Hebe Camargo e da atriz Marília Pêra. Todas as cantoras interpretaram vários sucessos da carreira de Roberto, como "Olha", "Força Estranha", "Todos Estão Surdos", "Sua Estupidez", "As Curvas da Estrada de Santos", "20... 150... 200 Km Por Hora", "Nossa Canção", entre outros.Além das canções interpretadas por elas, Roberto também participou do show, cantando "Emoções", sozinho, e "Como É Grande o Meu Amor por Você", junto com todas as cantoras.
O projeto contou com direção artística de Monique Gardenberg, direção musical de Guto Graça Melo e direção de Roberto Talma e Mário Meirelles. O show foi integralmente produzido pela Rede Globo, que exibiu uma versão compacta do show no dia 31 de maio de 2009, às 23h.

## Recepção da crítica
O crítico musical Carlos Rennó, da Folha de S.Paulo, elogiou o projeto, dizendo que "as artistas fizeram uma homenagem à altura do Rei" e que "o evento acabou coroado por um êxito garantido pelo nível profissional e artístico dos envolvidos, a começar pelas intérpretes e pela diretora, Monique Gardenberg."

## Lista de faixas
| Elas Cantam Roberto Carlos – CD 1 |                                 |                              |                          |         |  |
| N.º                               | Título                          | Compositor(es)               | Intérprete(s)            | Duração |  |
| 1.                                | "Você Não Sabe"                 | Roberto Carlos Erasmo Carlos | Hebe Camargo             | 3:53    |  |
| 2.                                | "Canzone Per Te"                | Sergio Endrigo               | Luiza Possi e Zizi Possi | 4:01    |  |
| 3.                                | "Proposta"                      | R. Carlos E. Carlos          | Zizi Possi               | 4:11    |  |
| 4.                                | "Sua Estupidez"                 | R. Carlos E. Carlos          | Alcione                  | 5:30    |  |
| 5.                                | "Desabafo"                      | R. Carlos E. Carlos          | Fafá de Belém            | 3:58    |  |
| 6.                                | "À Distância"                   | R. Carlos E. Carlos          | Celine Imbert            | 4:49    |  |
| 7.                                | "Se Você Pensa"                 | R. Carlos E. Carlos          | Daniela Mercury          | 3:19    |  |
| 8.                                | "Você Vai Ser o Meu Escândalo"  | R. Carlos E. Carlos          | Wanderléa                | 3:43    |  |
| 9.                                | "Nossa Canção"                  | Luiz Ayrão                   | Rosemary                 | 3:54    |  |
| 10.                               | "Todos Estão Surdos"            | R. Carlos E. Carlos          | Fernanda Abreu           | 3:57    |  |
| 11.                               | "120... 150... 200 km por Hora" | R. Carlos E. Carlos          | Marília Pêra             | 5:41    |  |
| Duração total:                    | Duração total:                  | Duração total:               | Duração total:           | 44:16   |  |

| Elas Cantam Roberto Carlos – CD 2 |                                     |                             |                     |         |  |
| N.º                               | Título                              | Compositor(es)              | Intérprete(s)       | Duração |  |
| 1.                                | "As Curvas da Estrada de Santos"    | R. Carlos E. Carlos         | Paula Toller        | 4:10    |  |
| 2.                                | "Como Dois e Dois"                  | Caetano Veloso              | Marina Lima         | 3:46    |  |
| 3.                                | "As Canções que Você Fez pra Mim"   | R. Carlos E. Carlos         | Sandy               | 4:22    |  |
| 4.                                | "Só Você Não Sabe"                  | R. Carlos E. Carlos         | Mart'Nália          | 5:56    |  |
| 5.                                | "Do Fundo do Meu Coração"           | R. Carlos E. Carlos         | Adriana Calcanhotto | 4:30    |  |
| 6.                                | "Falando Sério"                     | Maurício Duboc Carlos Colla | Claudia Leitte      | 4:11    |  |
| 7.                                | "Não Se Esqueça de Mim"             | R. Carlos E. Carlos         | Nana Caymmi         | 3:42    |  |
| 8.                                | "Força Estranha"                    | Veloso                      | Ana Carolina        | 3:51    |  |
| 9.                                | "Olha"                              | R. Carlos E. Carlos         | Ivete Sangalo       | 4:34    |  |
| 10.                               | "Emoções"                           | R. Carlos E. Carlos         | Roberto Carlos      | 5:06    |  |
| 11.                               | "Como É Grande o Meu Amor por Você" | R. Carlos                   | Todos os artistas   | 7:17    |  |
| Duração total:                    | Duração total:                      | Duração total:              | Duração total:      | 49:25   |  |

| Elas Cantam Roberto Carlos – DVD e Blu-ray |                                     |                              |                          |         |  |
| N.º                                        | Título                              | Compositor(es)               | Intérprete(s)            | Duração |  |
| 1.                                         | "Você Não Sabe"                     | Roberto Carlos Erasmo Carlos | Hebe Camargo             | 3:53    |  |
| 2.                                         | "Canzone Per Te"                    | Sergio Endrigo               | Luiza Possi e Zizi Possi | 4:01    |  |
| 3.                                         | "Proposta"                          | R. Carlos E. Carlos          | Zizi Possi               | 4:11    |  |
| 4.                                         | "Sua Estupidez"                     | R. Carlos E. Carlos          | Alcione                  | 5:30    |  |
| 5.                                         | "Desabafo"                          | R. Carlos E. Carlos          | Fafá de Belém            | 3:58    |  |
| 6.                                         | "À Distância"                       | R. Carlos E. Carlos          | Celine Imbert            | 4:49    |  |
| 7.                                         | "Se Você Pensa"                     | R. Carlos E. Carlos          | Daniela Mercury          | 3:19    |  |
| 8.                                         | "Você Vai Ser o Meu Escândalo"      | R. Carlos E. Carlos          | Wanderléa                | 3:43    |  |
| 9.                                         | "Nossa Canção"                      | Luiz Ayrão                   | Rosemary                 | 3:54    |  |
| 10.                                        | "Todos Estão Surdos"                | R. Carlos E. Carlos          | Fernanda Abreu           | 3:57    |  |
| 11.                                        | "120... 150... 200 km por Hora"     | R. Carlos E. Carlos          | Marília Pêra             | 5:41    |  |
| 12.                                        | "As Curvas da Estrada de Santos"    | R. Carlos E. Carlos          | Paula Toller             | 4:10    |  |
| 13.                                        | "Como Dois e Dois"                  | Caetano Veloso               | Marina Lima              | 3:46    |  |
| 14.                                        | "As Canções que Você Fez pra Mim"   | R. Carlos E. Carlos          | Sandy                    | 4:22    |  |
| 15.                                        | "Só Você Não Sabe"                  | R. Carlos E. Carlos          | Mart'Nália               | 5:56    |  |
| 16.                                        | "Do Fundo do Meu Coração"           | R. Carlos E. Carlos          | Adriana Calcanhotto      | 4:30    |  |
| 17.                                        | "Falando Sério"                     | Maurício Duboc Carlos Colla  | Claudia Leitte           | 4:11    |  |
| 18.                                        | "Não Se Esqueça de Mim"             | R. Carlos E. Carlos          | Nana Caymmi              | 3:42    |  |
| 19.                                        | "Força Estranha"                    | Veloso                       | Ana Carolina             | 3:51    |  |
| 20.                                        | "Olha"                              | R. Carlos E. Carlos          | Ivete Sangalo            | 4:34    |  |
| 21.                                        | "Emoções"                           | R. Carlos E. Carlos          | Roberto Carlos           | 5:06    |  |
| 22.                                        | "Como É Grande o Meu Amor por Você" | R. Carlos                    | Todos os artistas        | 7:17    |  |